# Paříž–Nice 2021
79. ročník etapového cyklistického závodu Paříž–Nice se konal mezi 7. a 14. březnem 2021. Vítězem se stal Němec Maximilian Schachmann z týmu Bora–Hansgrohe, jenž obhájil své vítězství z předešlého ročníku. Na druhém a třetím místě se umístili Rus Aleksandr Vlasov a Španěl Jon Izagirre (oba Astana–Premier Tech).

## Týmy
Závodu se zúčastnilo 23 týmů, 19 UCI WorldTeamů a 4 UCI ProTeamy. Každý tým nastoupil se 7 jezdci. Celkem 126 jezdců z původních 161 startujících dokončilo závod.
Týmy, které se zúčastnily závodu, byly:
UCI WorldTeamy
- AG2R Citroën Team
- Astana–Premier Tech
- Bora–Hansgrohe
- Cofidis
- Deceuninck-Quick-Step
- EF Education–Nippo
- Groupama–FDJ
- Ineos Grenadiers
- Intermarché–Wanty–Gobert Matériaux
- Israel Start-Up Nation
- Lotto–Soudal
- Movistar Team
- Team Bahrain Victorious
- Team BikeExchange
- Team DSM
- Team Jumbo–Visma
- Team Qhubeka Assos
- Trek–Segafredo
- UAE Team Emirates

UCI ProTeamy
- Alpecin–Fenix
- Arkéa–Samsic
- B&B Hotels p/b KTM
- Total Direct Énergie

## Trasa a etapy
| Etapa         | Datum         | Trasa                                 | Vzdálenost          | Typ                 | Typ                  | Vítěz                  |
| ------------- | ------------- | ------------------------------------- | ------------------- | ------------------- | -------------------- | ---------------------- |
| 1             | 7. března     | Saint-Cyr-l'École – Saint-Cyr-l'École | 166 km              |                     | Zvlněná etapa        | Sam Bennett (IRL)      |
| 2             | 8. března     | Oinville-sur-Montcient – Amilly       | 188 km              |                     | Rovinatá etapa       | Cees Bol (NED)         |
| 3             | 9. března     | Gien – Gien                           | 14,4 km             |                     | Individuální časovka | Stefan Bissegger (SUI) |
| 4             | 10. března    | Chalon-sur-Saône – Chiroubles         | 188 km              |                     | Zvlněna etapa        | Primož Roglič (SLO)    |
| 5             | 11. března    | Vienne – Bollène                      | 203 km              |                     | Rovinatá etapa       | Sam Bennett (IRL)      |
| 6             | 12. března    | Brignoles – Biot                      | 202,5 km            |                     | Zvlněná etapa        | Primož Roglič (SLO)    |
| 7             | 13. března    | Nice Le Broc – Valdeblore La Colmiane | 166,5 km 119,2 km   |                     | Horská etapa         | Primož Roglič (SLO)    |
| 8             | 14. března    | Nice Le Plan du Var – Nice Levens     | 110,5 km 92,7 km    |                     | Zvlněná etapa        | Magnus Cort (DEN)      |
| Celková délka | Celková délka | Celková délka                         | 1238,9 km 1173,8 km | 1238,9 km 1173,8 km | 1238,9 km 1173,8 km  | 1238,9 km 1173,8 km    |

## Průběžné pořadí
| Etapa          | Vítěz            | Celkové pořadí   | Bodovací soutěž | Vrchařská soutěž | Soutěž mladých jezdců | Soutěž týmů            | Cena bojovnosti  |
| -------------- | ---------------- | ---------------- | --------------- | ---------------- | --------------------- | ---------------------- | ---------------- |
| 1              | Sam Bennett      | Sam Bennett      | Sam Bennett     | Fabien Doubey    | Jasper Philipsen      | Israel Start-Up Nation | Fabien Doubey    |
| 2              | Cees Bol         | Michael Matthews | Sam Bennett     | Fabien Doubey    | Florian Vermeersch    | Israel Start-Up Nation | Michael Matthews |
| 3              | Stefan Bissegger | Stefan Bissegger | Sam Bennett     | Fabien Doubey    | Stefan Bissegger      | Deceuninck–Quick-Step  | neuděleno        |
| 4              | Primož Roglič    | Primož Roglič    | Primož Roglič   | Anthony Perez    | Brandon McNulty       | Astana–Premier Tech    | Julien Bernard   |
| 5              | Sam Bennett      | Primož Roglič    | Sam Bennett     | Anthony Perez    | Brandon McNulty       | Astana–Premier Tech    | Oliver Naesen    |
| 6              | Primož Roglič    | Primož Roglič    | Primož Roglič   | Anthony Perez    | Aleksandr Vlasov      | Astana–Premier Tech    | Kenny Elissonde  |
| 7              | Primož Roglič    | Primož Roglič    | Primož Roglič   | Anthony Perez    | Aleksandr Vlasov      | Astana–Premier Tech    | Gino Mäder       |
| 8              | Magnus Cort      | Max Schachmann   | Primož Roglič   | Anthony Perez    | Aleksandr Vlasov      | Astana–Premier Tech    | Warren Barguil   |
| Konečné pořadí | Konečné pořadí   | Max Schachmann   | Primož Roglič   | Anthony Perez    | Aleksandr Vlasov      | Astana–Premier Tech    | neuděleno        |

## Konečné pořadí
| Legenda | Legenda                            | Legenda | Legenda                                 |
| ------- | ---------------------------------- | ------- | --------------------------------------- |
|         | Označuje vítěze celkového pořadí.  |         | Označuje vítěze soutěže mladých jezdců. |
|         | Označuje vítěze bodovací soutěže.  |         | Označuje vítěze soutěže týmů.           |
|         | Označuje vítěze vrchařské soutěže. |         | Označuje vítěze ceny bojovnosti.        |

### Celkové pořadí
| Pořadí | Jezdec                       | Tým                     | Čas         |
| ------ | ---------------------------- | ----------------------- | ----------- |
| 1      | Maximilian Schachmann (GER)  | Bora–Hansgrohe          | 28h 49' 51" |
| 2      | Aleksandr Vlasov (RUS)       | Astana–Premier Tech     | + 19"       |
| 3      | Jon Izagirre (ESP)           | Astana–Premier Tech     | + 23"       |
| 4      | Lucas Hamilton (AUS)         | Team BikeExchange       | + 41"       |
| 5      | Tiesj Benoot (BEL)           | Team DSM                | + 42"       |
| 6      | Guillaume Martin (FRA)       | Cofidis                 | + 1' 14"    |
| 7      | Jack Haig (AUS)              | Team Bahrain Victorious | + 1' 18"    |
| 8      | Matteo Jorgenson (USA)       | Movistar Team           | + 1' 29"    |
| 9      | Aurélien Paret–Peintre (FRA) | AG2R Citroën Team       | + 1' 31"    |
| 10     | Gino Mäder (SUI)             | Team Bahrain Victorious | + 1' 32"    |

### Bodovací soutěž
| Pořadí | Jezdec                      | Tým                   | Body |
| ------ | --------------------------- | --------------------- | ---- |
| 1      | Primož Roglič (SLO)         | Team Jumbo–Visma      | 57   |
| 2      | Sam Bennett (IRL)           | Deceuninck–Quick-Step | 39   |
| 3      | Christophe Laporte (FRA)    | Cofidis               | 34   |
| 4      | Michael Matthews (AUS)      | Team BikeExchange     | 28   |
| 5      | Maximilian Schachmann (GER) | Bora–Hansgrohe        | 26   |
| 6      | Lucas Hamilton (AUS)        | Team BikeExchange     | 21   |
| 7      | Bryan Coquard (FRA)         | B&B Hotels p/b KTM    | 21   |
| 8      | Mads Pedersen (DEN)         | Trek–Segafredo        | 21   |
| 9      | Magnus Cort Nielsen (DEN)   | EF Education–Nippo    | 15   |
| 10     | Stefan Bisseger (SUI)       | EF Education–Nippo    | 15   |

### Vrchařská soutěž
| Pořadí | Jezdec                      | Tým                  | Body |
| ------ | --------------------------- | -------------------- | ---- |
| 1      | Anthony Perez (FRA)         | Cofidis              | 67   |
| 2      | Julien Bernard (FRA)        | Trek–Segafredo       | 26   |
| 3      | Primož Roglič (FRA)         | Team Jumbo–Visma     | 20   |
| 4      | Fabien Doubey (FRA)         | Total Direct Énergie | 20   |
| 5      | Kenny Elissonde (FRA)       | Trek–Segafredo       | 15   |
| 6      | Maximilian Schachmann (GER) | Bora–Hansgrohe       | 14   |
| 7      | Oliver Naesen (BEL)         | AG2R Citroën Team    | 7    |
| 8      | Victor Campenaerts (BEL)    | Team Qhubeka Assos   | 6    |
| 9      | Dylan van Baarle (NED)      | Ineos Grenadiers     | 5    |
| 10     | Warren Barguil (FRA)        | Arkéa–Samsic         | 5    |

### Soutěž mladých jezdců
| Pořadí | Jezdec                       | Tým                     | Čas         |
| ------ | ---------------------------- | ----------------------- | ----------- |
| 1      | Aleksandr Vlasov (RUS)       | Astana–Premier Tech     | 28h 50' 10" |
| 2      | Lucas Hamilton (AUS)         | Team BikeExchange       | + 22"       |
| 3      | Matteo Jorgenson (USA)       | Movistar Team           | + 1' 10"    |
| 4      | Aurélien Paret–Peintre (FRA) | AG2R Citroën Team       | + 1' 12"    |
| 5      | Gino Mäder (SUI)             | Team Bahrain Victorious | + 1' 13"    |
| 6      | Harm Vanhoucke (BEL)         | Lotto–Soudal            | + 1' 22"    |
| 7      | Jai Hindley (AUS)            | Team DSM                | + 2' 17"    |
| 8      | Neilson Powless (USA)        | EF Education–Nippo      | + 5' 18"    |
| 9      | Dorian Godon (FRA)           | AG2R Citroën Team       | + 20' 38"   |
| 10     | Matteo Sobrero (ITA)         | Astana–Premier Tech     | + 23' 56"   |

### Soutěž týmů
| Pořadí | Tým                     | Čas         |
| ------ | ----------------------- | ----------- |
| 1      | Astana–Premier Tech     | 86h 32' 39" |
| 2      | Team Bahrain Victorious | + 3' 02"    |
| 3      | AG2R Citroën Team       | + 7' 12"    |
| 4      | Cofidis                 | + 21' 37"   |
| 5      | Team Jumbo–Visma        | + 23' 54"   |
| 6      | Movistar Team           | + 26' 12"   |
| 7      | Team Qhubeka Assos      | + 29' 53"   |
| 8      | Trek–Segafredo          | + 41' 37"   |
| 9      | Team DSM                | + 42' 15"   |
| 10     | Ineos Grenadiers        | + 42' 38"   |